# 汤姆·本德
托马斯·欧文·本德（英語：Thomas Erwin Bender，1944年9月27日—2014年1月20日），澳大利亚男子篮球运动员。他曾随国家队参加了1972年夏季奥林匹克运动会男子篮球比赛，最终队伍获得第九名。